# 神戸瓢介
神戸 瓢介（かんべ ひょうすけ、1931年9月18日 - 1976年3月21日）は、日本の元落語家、俳優。本名は不明。大阪府出身。
落語家時代は3代目林家染之助と名乗っていた。

## 人物
元々は3代目林家染丸門下の落語家だった。廃業後は俳優に転身して「神戸瓢介」を名乗り、複数の映画・ドラマに出演して活躍。
1966年10月よりフジテレビで放送が開始された森田拳次原作のテレビアニメ『ロボタン』では、主人公のロボットである「ロボタン」の声を担当し、初の主演声優に抜擢された。その後は同じフジテレビにて放送がスタートした時代劇『銭形平次』で爲吉が当たり役となり、準レギュラーとして出演する。
1976年3月21日、肺がんのため大阪府立成人病センターで死去。享年44歳。

## 出演作品

### テレビドラマ
- ありちゃんのおかっぱ侍 第91話（1959年、ラジオ東京テレビ）
- 泉州の女（1962年、関西テレビ）
- バックナンバー333（1965年、朝日放送 / 山崎プロダクション）- 丸山鯛郎
- 部長刑事（朝日放送）
  - 第365話「首飾り殺人事件」（1965年）
  - 第421話「悪妻」（1966年）
- 遊撃戦（1966年、NTV / 東宝・宝塚映画）
  - 第4話「見えざる敵」
  - 第8話「どっちがどっちだ」
- 銭形平次（CX / 東映）
  - 第12話「狂った炎」（1966年）- 東山坊
  - 第53話「盗まれた爆薬」〜 第475話「十手を持った狼」（1967年 - 1975年）- 爲吉
- わんぱく砦（1966年、朝日放送 / 山崎プロダクション）
- 風 第4話「海賊と宝と青春と」（1967年、TBS / 松竹）
- 野次馬がいく 第19話「許せ!裏切り」（1968年、NET / 東映京都）
- 堂島（1968年、関西テレビ）
- 素浪人 月影兵庫 第2期 第73話「星の数ほどふられていた」（1968年、NET / 東映京都）
- 37階の男 第5話「デスマスクをどうぞ」（1968年、NET / 東宝・宝塚映画）
- 素浪人 花山大吉（NET / 東映）
  - 第15話「女よあなたは強かった」（1969年）
  - 第70話「味方の中に敵がいた」（1970年）
- プロファイター 第7話「炎に散る女」（1969年、NTV / 宝塚映画）
- なんでも引きうけ候（1969年、NET）
- 怪奇ロマン劇場 第20話「怪談蟻地獄」（1969年、NET / 東映）
- 青春太閤記 いまにみておれ! 第2話・第7話（1970年、NTV / 京都映画）
- 千葉周作 剣道まっしぐら 第33話「剣ふたたび」（1971年、TBS）- 大工 八五郎
- 柳生十兵衛 第12話「ふたり十兵衛」（1971年、CX / 東映）
- 遠山の金さん捕物帳（NET / 東映）
  - 第63話「夜霧に消えた男」（1971年） - 惣八
  - 第108話「煮え湯を飲んだ男」（1972年）
  - 第112話「競馬に恋を賭けた女」（1972年）
  - 第165話「玉の輿を蹴る女」（1973年）
- 必殺シリーズ（毎日放送 / 松竹）
  - 必殺仕掛人 第24話「士農工商大仕掛け」（1973年） - 大工留吉
  - 必殺仕置人 第3話「はみだし物に情なし」（1973年）- 目明しの六蔵
  - 助け人走る 第17話「探索大成功」（1974年） - 岩市
  - 暗闇仕留人
    - 第1話「集まりて候」 （1974年）- 幸兵衛
    - 第15話「過去ありて候」（1974年） - 清三
- 木枯し紋次郎（CX / C.A.L）
  - 第1シーズン 第12話「木枯しの音に消えた」（1972年）
  - 第2シーズン 第19話「冥土の花嫁を討て」（1973年）
- 紫頭巾 第15話「お化け屋敷の秘密」（1972年、東京12チャンネル / 松竹）
- 江戸の巾着切（1972年、東映）
- 隼人が来る 第21話「黒い罠」（1973年、CX / 東映）
- 素浪人 天下太平 第1話「さくらの花の咲く頃に」（1973年、NET / 東映）
- 水戸黄門 （TBS / C.A.L）
  - 第4部
    - 第11話「地獄に落ちた悪い奴 -庄内-」（1973年）- 料亭の主人
    - 第29話「しのびの殿さま ‐郡山‐」（1973年）- 居酒屋の客

  - 第5部
    - 第4話「黄門さまのおまじない - 諏訪-」（1974年）- 米屋
    - 第15話「黄門さまの鬼退治 -岡山-」（1974年）- 百姓

  - 第6部 第18話「紙を喰う虫 - 高知-」（1975年）- 佐倉屋の番頭
- 大岡越前 第4部 第14話「巷談 縛られ地蔵」（1975年、TBS / C.A.L）- 弥次馬

### テレビアニメ
- ロボタン 第1作（1966年 - 1968年、フジテレビ / 大広）- 主人公・ロボタン

### 映画
- 西銀座駅前（1958年、日活） - 栗田
- 完全な遊戯（1958年、日活） - 酒屋の丁稚
- 月は地球を廻ってる（1959年、日活） - 社員・神谷
- おヤエの身替り女中（1959年、日活） - 留吉
- 若い豹のむれ（1959年、日活） - 鈴村
- ゆがんだ月（1959年、日活） - 五郎
- 男なら夢をみろ（1959年、日活） - ピン
- ギターを持った渡り鳥（1959年、日活）
- 青春蛮歌（1959年、日活） - 菊井辰吉
- 夜霧の空港（1959年、日活） - 小池
- おヤエのもぐり医者（1959年、日活） - 長さん
- 波止場の無法者（1959年、日活） - 司会者
- 可愛い花（1959年、日活） - カメラマン
- 無言の乱斗（1959年、日活） - 寺尾栄太
- 男が命を賭ける時（1959年、日活） - 宿直員
- 口笛が流れる港町（1960年、日活） - 小政
- 六三制愚連隊（1960年、日活） - 大熊
- 打倒（1960年、日活）
- 青年の樹（1960年、日活） - 竹やん
- 俺は銀座の騎兵隊（1960年、日活） - リチャード
- お嬢さんの散歩道（1960年、日活） - 三公
- 浅草姉妹（1960年、日活） - 晴吉
- 東京の暴れん坊（1960年、日活） - 修理工員
- この髭百万ドル（1960年、日活） - 大野
- 摩天楼の男（1960年、日活） - 信濃
- 竜巻小僧（1960年、日活） - 愚連隊
- 街から街へつむじ風（1961年、日活） - 五郎
- 少女（1961年、日活） - スケコマ師政
- 豚と軍艦（1961年、日活） - ジョージ
- 天使が俺を追い駈ける（1961年、日活） - 医者
- 東京のお転婆娘（1961年、日活） - 絞太
- 機動捜査班（1961年、日活） - タメ
- 大当り百発百中（1961年、日活） - カンタ
- 東京ドドンパ娘（1961年、日活） - 木原部長
- 助っ人稼業（1961年、日活） - トラック運転手
- 恋をするより得をしろ（1961年、日活） - 勇さん
- 銀座ジャングル娘（1961年、日活） - サブ
- 堂堂たる人生（1961年、日活） - 浅井
- 街に気球があがる詩（1961年、日活） - 津山人事課長
- 男と男の生きる街（1962年、日活） - オートバイ屋の小僧
- さすらい（1962年、日活） - 友田
- 週末屋繁昌記（1962年、日活） -ガム
- 当りや大将（1962年、日活） - ジゴク
- 河内ぞろ どけち虫（1964年、東映） - 三太
- 集団奉行所破り（1964年、東映） - 捨吉
- 十兵衛暗殺剣（1964年、東映） - 田丸宗十郎
- 河内ぞろ 喧嘩軍鶏（1964年、日活） - 三太
- 忍法忠臣蔵（1965年、東映） - 将軍・綱吉
- 殴り込み侍（1965年、松竹） - 結婚式の宰領
- 大勝負（1965年、東映） - 亀吉
- 色ごと師春団治（1965年、東映） - 福団治
- 蝶々雄二の夫婦善哉（1965年、東映） - 瓢吉
- 主水之介三番勝負（1965年、東映） - 忠助
- 日本大侠客（1966年、東映） - 中村秀四郎
- 893愚連隊（1966年、東映） - 戸川
- 大魔神怒る（1966年、大映） - 茂八